# Danny Huston
Daniel Sallis Huston (n. 14 mai 1962, Roma, Italia) este un actor, regizor și scenarist american. Membru al familiei Huston, acesta este fiul regizorului John Huston și fratele vitreg al actriței Anjelica Huston.
Este cunoscut pentru rolurile din filme precum Ivans Xtc⁠(d) (2000) (nominalizat la Premiul Independent Spirit la categoria „cel mai bun actor în rol principal”), 21 de grame (2003), Birth⁠(d) (2004), The Aviator (tot 2004), The Constant Gardener⁠(d) (2005), Marie Antoinette (2006), Children of Men (tot 2006), The Kingdom⁠(d) (2007), 30 Days of Night⁠(d) (2007), Robin Hood⁠(d) ( 2010), Hitchcock (2012), The Congress⁠(d) (2013), Big Eyes (2014), Wonder Woman (2017), Game Night⁠(d) (2018), Stan & Ollie (tot 2018) și Angel Has Fallen (2019).
Huston l-a interpretat pe The Axeman⁠(d) în serialul American Horror Story: Coven⁠(d) și pe Massimo Dolcefino în American Horror Story: Freak Show⁠(d). De asemenea, a fost Ben „Măcelarul” Diamond în Magic City⁠(d) (2012–13), Dan Jenkins în primele două sezoane ale serialului dramatic Yellowstone (2018–19) și Jamie Laird în al doilea sezon din Succesiunea (2019). A regizat lungmetraje precum Mr. North⁠(d) (1988), The Maddening⁠(d) (1995) și The Last Photograph⁠(d) (2017).

## Biografie
Huston s-a născut pe 14 mai 1962 în Roma. Este fiul regizorului John Huston și al actriței Zoe Sallis. Pe parte paternă, este fratele vitreg al actriței Anjelica Huston și al scenaristului Tony Huston⁠(d). Are doi frați adoptivi - Pablo Huston și scriitoarea Allegra Huston⁠(d). Este unchiul actorului Jack Huston⁠(d) și nepotul actorului Walter Huston, câștigător al Premiului Oscar. Huston este de origine canadiană, galeză, scoțiană-irlandeză, scoțiană și anglo-indiană⁠(d).
Acesta și-a petrecut o mare parte din viață în Regatul Unit și Irlanda. Huston a lucrat ca asistent pentru tatălui său în timpul producției Under the Volcano⁠(d) (1984) și a fost regizor în a doua echipă de producție⁠(d) a filmului The Dead⁠(d) (1987). Huston este absolvent al London Film School⁠(d).

## Cariera
Huston a debutat ca actor la vârsta de 12 ani în filmul thriller The „Human” Factor⁠(d) (1975).
În 1988, acesta a regizat Mr. North⁠(d), o ecranizare a lucrării Theophilus North de Thornton Wilder. Filmul a fost produs de tatăl său, care a murit însă înainte de finalizarea sa. În 1995, Huston a jucat rolul unui barman în Leaving Las Vegas și a regizat filmul The Maddening⁠(d).
Huston a fost nominalizat la categoria „cel mai bun actor” la Independent Spirit Awards în 2003 pentru interpretarea sa din filmul independent Ivans Xtc.
Huston a apărut în Aviatorul lui Martin Scorsese. Distribuția a fost nominalizată pentru un premiu SAG în 2004. Acesta a primit premiul Golden Satellite pentru „cel mai bun actor în rol secundar” în 2006 pentru interpretarea personajului Sandy Woodrow în The Constant Gardener. Huston a jucat în westernul australian The Proposition.
Au urmat roluri în Birth, Silver City⁠(d), Marie Antoinette, The Number 23, The Kingdom, How to Lose Friends & Alienate People⁠(d) și 30 Days of Night. L-a interpretat pe Samuel Adams în miniseria HBO John Adams⁠(d) și pe colonelul William Stryker⁠(d) în X-Men Origins: Wolverine.
De asemenea, a apărut în Boogie Woogie⁠(d), The Warrior's Way⁠(d), Edge of Darkness⁠(d), Clash of the Titans, Robin Hood⁠(d), You Don't Know Jack și Medallion⁠(d).
Huston l-a interpretat pe gangsterul Ben „Măcelarul” Diamond în Magic City, rol pentru care a fost nominalizat la Globul de Aur pentru cel mai bun actor în rol secundar într-o producție de televiziune în 2013. Au urmat roluri în serialele American Horror Story: Coven și American Horror Story: Freak Show. A fost generalul Erich Ludendorff în filmul Femeia fantastică (2017) și Wade Jennings în Cod roșu în Serviciile Secrete.

## Viața personală
În 1989, Huston s-a căsătorit cu actrița Virginia Madsen. Cei doi au divorțat în 1992. În 2001, s-a căsătorit cu Katie Jane Evans; cuplul a avut o fiica - Stella. Aceștia s-au despărțit în 2006, iar Evans s-a sinucis în octombrie 2008, înainte de finalizarea divorțului.

## Filmografie

### Filme
| An   | Titlu                                  | Rol                              |                               |
| ---- | -------------------------------------- | -------------------------------- | ----------------------------- |
| 1975 | The "Human" Factor                     | Mark Kinsdale                    | Menționat drept Danny Houston |
| 1988 | Mr. North                              |                                  | Regizor                       |
| 1991 | Becoming Colette                       |                                  | Regizor                       |
| 1995 | The Maddening                          |                                  | Regizor                       |
| 1995 | Leaving Las Vegas                      | Bartender                        |                               |
| 1997 | Anna Karenina                          | Stiva                            |                               |
| 1998 | Spanish Fly                            | John                             |                               |
| 1998 | Susan's Plan                           | Gambler                          |                               |
| 1999 | Rockin' Good Times                     | Jimmy's Manager                  |                               |
| 2000 | Timecode                               | Randy                            |                               |
| 2000 | Ivans Xtc                              | Ivan Beckman                     |                               |
| 2001 | Eden                                   | Kalman                           |                               |
| 2001 | Hotel                                  | Hotel Manager                    |                               |
| 2002 | Torture TV                             | Gary Silverman                   |                               |
| 2002 | The Bacchae                            | Herdsman                         |                               |
| 2003 | 21 Grams                               | Michael                          |                               |
| 2004 | Silver City                            | Danny O'Brien                    |                               |
| 2004 | Birth                                  | Joseph                           |                               |
| 2004 | The Aviator                            | Jack Frye                        |                               |
| 2005 | The Proposition                        | Arthur Burns                     |                               |
| 2005 | The Constant Gardener                  | Sandy Woodrow                    |                               |
| 2006 | Marie Antoinette                       | Joseph II, Holy Roman Emperor    |                               |
| 2006 | Alpha Male                             | Jim Ferris                       |                               |
| 2006 | Children of Men                        | Nigel                            |                               |
| 2006 | Fade to Black                          | Orson Welles                     |                               |
| 2007 | The Number 23                          | Isaac French / Dr. Miles Phoenix |                               |
| 2007 | I Really Hate My Job                   | Al Bowlly / Himself              |                               |
| 2007 | The Kingdom                            | Gideon Young                     |                               |
| 2007 | 30 Days of Night                       | Marlow                           |                               |
| 2008 | The Kreutzer Sonata                    | Edgar                            |                               |
| 2008 | How to Lose Friends & Alienate People  | Lawrence Maddox                  |                               |
| 2009 | X-Men Origins: Wolverine               | William Stryker                  |                               |
| 2009 | Boogie Woogie                          | Art Spindle                      |                               |
| 2010 | Edge of Darkness                       | Jack Bennett                     |                               |
| 2010 | Clash of the Titans                    | Poseidon                         |                               |
| 2010 | The Warrior's Way                      | The Colonel                      |                               |
| 2010 | Robin Hood                             | Richard the Lionheart            |                               |
| 2010 | The Conspirator                        | Joseph Holt                      |                               |
| 2011 | A Monster in Paris                     | Préfet Maynott                   | Voce, Dublaj în limba engleză |
| 2011 | Playoff                                | Max Stoller                      |                               |
| 2012 | Two Jacks                              | Jack                             |                               |
| 2012 | Wrath of the Titans                    | Poseidon                         |                               |
| 2012 | Stolen                                 | Tim Harlend                      |                               |
| 2012 | Hitchcock                              | Whitfield Cook                   |                               |
| 2012 | Boxing Day                             | Basil                            |                               |
| 2013 | The Congress                           | Jeff                             |                               |
| 2013 | Justice League: The Flashpoint Paradox | Sam Lane                         | Voce                          |
| 2014 | Big Eyes                               | Dick Nolan                       |                               |
| 2014 | Tigers                                 | Alex                             |                               |
| 2014 | The Liberator                          | Martin Torkington                |                               |
| 2015 | Pressure                               | Engel                            |                               |
| 2015 | Frankenstein                           | Viktor Frankenstein              |                               |
| 2016 | All I See Is You                       | Dr. Hughes                       |                               |
| 2017 | The Last Photograph                    | Tom Hammond                      | Actor și regizor              |
| 2017 | Newness                                | Larry Bejerano                   |                               |
| 2017 | Wonder Woman                           | Gen. Erich Ludendorff            |                               |
| 2018 | Game Night                             | Donald Anderton                  |                               |
| 2018 | The Professor                          | Peter                            |                               |
| 2018 | Stan & Ollie                           | Hal Roach                        |                               |
| 2019 | Io                                     | Dr. Henry Walden                 |                               |
| 2019 | Angel Has Fallen                       | Wade Jennings                    |                               |
| 2019 | Samurai Marathon                       | Matthew C. Perry                 |                               |
| 2022 | Across the River and into the Trees    | Capt. Wes O'Neill                |                               |
| 2022 | We Are Gathered Here Today             | Peter Stone                      | [ 41 ]                        |
| 2022 | Traveling Light                        | Harry                            |                               |
| 2022 | Ride Above                             | Monsieur Cooper                  |                               |
| 2022 | Life Upside Down                       | Paul Hasselberg                  |                               |
| 2022 | Marlowe                                | Floyd Hanson                     |                               |
| 2023 | The Dead Don't Hurt                    | Rudolph Schiller                 | [ 42 ]                        |
| 2023 | Consecration                           | Father Romero                    |                               |
| 2023 | I Told You So                          | Father Bill                      |                               |
| 2024 | The Crow                               | TBA                              | Postproducție                 |
| 2024 | Horizon: An American Saga⁠(d)           | TBA                              | Postproducție                 |

### Televiziune
| An        | Titlu                             | Rol                            | Note                                  |
| --------- | --------------------------------- | ------------------------------ | ------------------------------------- |
| 1987      | Mister Corbett's Ghost            |                                | Regizor; Film de televiziune          |
| 1987      | Bigfoot                           | Regizor; Film de televiziune   |                                       |
| 1996      | The Ice Princess                  | Regizor; Film de televiziune   |                                       |
| 2004      | CSI: Crime Scene Investigation    | Ty Caulfield                   | Episodul: „Suckers”                   |
| 2006      | Covert One: The Hades Factor      | Frank Klein                    | 2 episoade                            |
| 2008      | John Adams                        | Samuel Adams                   | 3 episoade                            |
| 2010      | You Don't Know Jack               | Geoffrey Fieger                | Film de televiziune                   |
| 2012–2013 | Magic City                        | Ben "The Butcher" Diamond      | 16 episoade                           |
| 2013–2014 | American Horror Story             | The Axeman / Massimo Dolcefino | 7 episoade                            |
| 2014      | Masters of Sex                    | Dr. Douglas Greathouse         | 3 episoade                            |
| 2014–2015 | American Horror Story: Freak Show | Massimo Dolcefino              | 3 episoade                            |
| 2016      | Paranoid                          | Nick Waingrow                  | 4 episoade                            |
| 2018–2019 | Yellowstone                       | Dan Jenkins                    | 17 episoade                           |
| 2019      | Succession                        | Jamie Laird                    | 6 episoade                            |
| 2019      | Doc Martin                        | Robert Brooke                  | Episodul: "Wild West Country"         |
| 2020      | Red Bird Lane                     | Hugh                           | Episod pilot nedifuzat                |
| 2021      | Calls                             | Frank                          | Voce, episodul: „The Universe Did It” |